# مزدیسنا در ایران
مَزدَیَسنا (آیین زرتشتی) قدیمی‌ترین دین باقی‌مانده در ایران است. این دین در اواسط هزاره دوم پیش از میلاد پدید آمد و به‌تدریج در سراسر ایران گسترش یافت و سرانجام در سده ششم پیش از میلاد در شاهنشاهی هخامنشی به دین رسمی تبدیل شد. این دین هنوز در جوامع کوچکی که عمدتاً در ایران و هند کنونی قرار دارند تا به امروز باقی مانده است. به زرتشتیان هند، پارسی می‌گویند.
بر پایه سرشماری رسمی ایران، در سال ۲۰۱۱، تعداد زرتشتیان در کشور ۲۵٬۲۷۱ نفر بوده است، اما برخی از حساب‌های غیررسمی ارقام بالاتری را بیان می‌کنند.

## پیشینه و دین

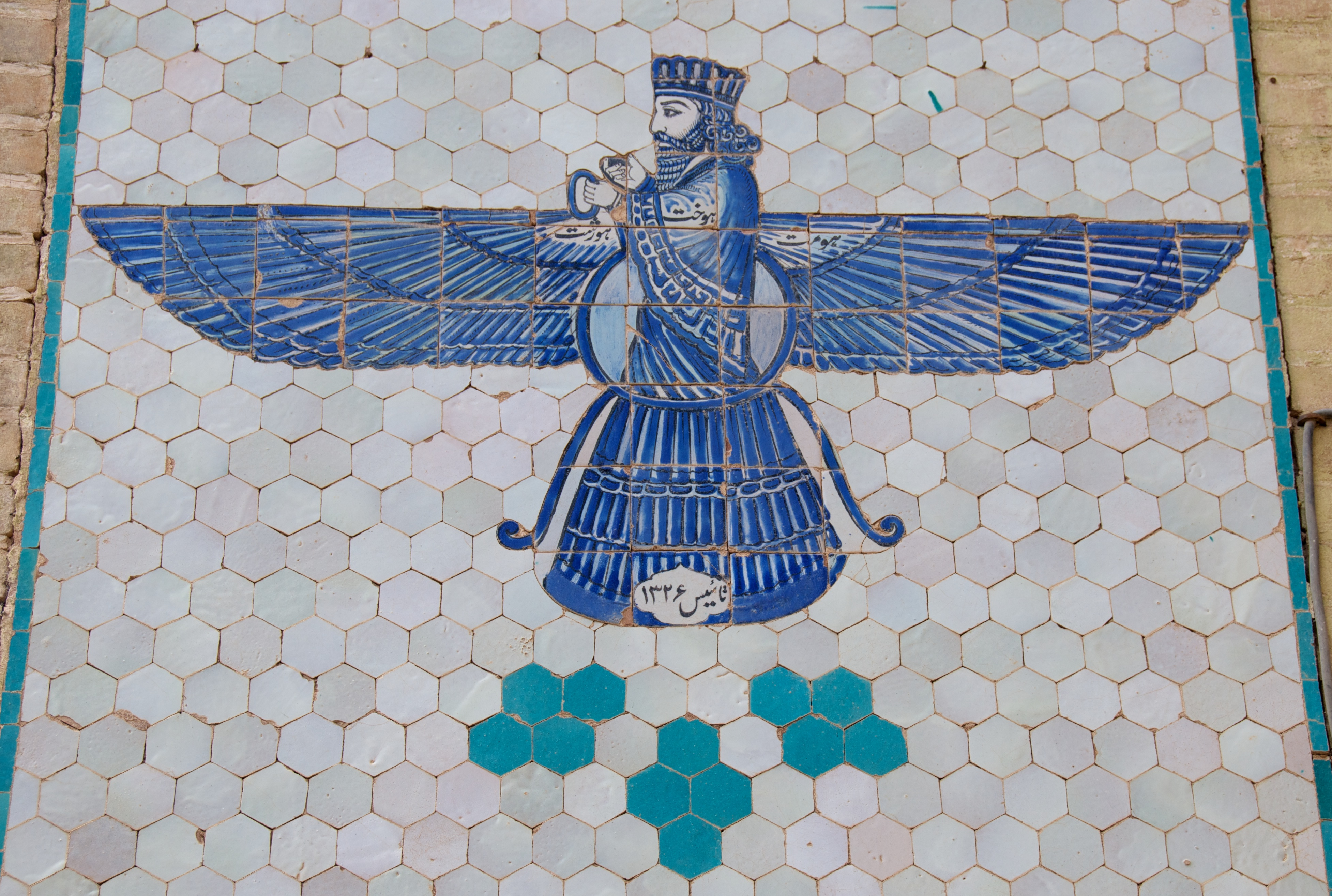
تصویری از اهورامزدا بر روی کاشی لعاب‌دار در شهر تفت، ایران.

مزدیسنا یا آیین زرتشتی را به زرتشت پیامبر نسبت می‌دهند که در زبان اوستایی زَرَثوشترَه نامیده می‌شود و دین به نام اوست. ظاهراً زرتشت کسی بود که این دین را در اواسط هزاره دوم پیش از میلاد پایه‌گذاری کرد. در دوران معاصر، گفته می‌شود که مزدیسنا دینی است که پیروان آن خدای واحدی به نام اهورامزدا که خیر الهی است را می‌پرستند. او موجودات مقدسی مانند ایزدان مشخص و نیز پدیده‌های طبیعی را در کنار خود دارد. در مقابل، تجسمی از شر نیز وجود دارد که می‌خواهد بی‌نظمی و ویرانی بیاورد. این شر در زبان اوستایی به شکل اَنگِرِه‌مَینیو و در زبان فارسی میانه به شکل اهریمن آمده است.
به نظر می‌رسد باور به خدای خوب و بد بخشی از یک دین دوگانه‌باور است. از این رو، مزدیسنا را می‌توان دینی دوگانه‌باور یا چندخدایی دانست. با این حال، مقاومت و مخالفت زیادی در برابر این دیدگاه وجود دارد. پژوهشگران معاصر کوشیده‌اند که مزدیسنا را دینی یکتاپرستی و حتی تنها دین یکتاپرستی با ریشه هند و اروپایی بدانند. حتی با وجود این‌که امروزه این اصطلاحات به وفور استفاده می‌شوند، هیچ نشانه‌ای وجود ندارد که این اصطلاحات در دوران باستان شناخته‌شده بوده‌اند و خود زرتشتیان نیز حداقل تا اوایل دوره اسلامی، برچسبی بر دین خود نگذاشتند.
دلیل این موضوع آن است که اسناد مکتوب قدیمی زیادی در مورد مزدیسنا وجود ندارد. به عنوان مثال هیچ گزارش مکتوب بی‌طرفانه‌ای از زمان زرتشت وجود ندارد. به نظر می‌رسد اولین اشاره‌های مکتوب بازمانده به زرتشت (از غیر ایرانیان) مربوط به نویسندگان یونانی باشد. زرتشت و نخستین پیروانش مردمان ایرانی‌تباری بودند که بین عصر برنز و عصر آهن (حدود ۱۲۰۰ تا ۶۰۰ پیش از میلاد) زندگی می‌کردند.: ۱ 
زمان مهاجرت مردمان ایرانی‌تبار به ایران عمدتاً از طریق سوابق و منابع آشوری قابل تخمین است.: ۴۸  هرودوت نیز یکی از قبیله‌های پادشاهی ماد را به یاد می‌آورد که به عنوان «مغ» شناخته شده و شامل بسیاری از روحانیون دینی می‌شده که هم به مادها و هم به پارسیان خدمت می‌کردند. مشخص است که در زمان پادشاهی مادها (حدود ۶۱۲ پیش از میلاد)، دین زرتشتی هم در منطقه پارس (پایتخت بعدی ایران) و هم در نواحی شرقی ایران تثبیت شده بود.: ۴۹ 

## پژوهش‌ها در زمینه مزدیسنا در ایران
اروپایی‌ها زمانی که به کاوش در جهان پرداختند و به ایران رفتند، آیین زرتشتی را در ایران «کشف» کردند. این رویداد در جایی در قرن هفدهم میلادی اتفاق افتاد. حضور و نفوذ اروپایی‌ها فراتر از سلسله‌های پادشاهی در ایران است. زمانی که اروپایی‌ها به ایران رسیدند، احساس خوبی نسبت به این سرزمین داشتند، زیرا گوناگونی فرهنگی ایران را در جاهای دیگری که دیده بودند، پیدا نکرده بودند. اروپایی‌ها در ابتدا چیز زیادی از دین زرتشت نمی‌دانستند، اما شیفتگی اروپاییان به این سرزمین و دین، تبدیل به مطالعه آکادمیک مشرق زمین شد.
اروپایی‌ها رابطه و سابقه خوبی با دین اسلام که در آن زمان دین غالب منطقه بود، نداشتند. با این حال، مزدیسنا یک دین پیش از اسلام است که باقی مانده است، بنابراین این امر مطالعه آن را برای اروپایی‌ها جذاب کرد. نخستین محققان اروپایی که در ایران به پژوهش دربارهٔ آیین زرتشتی پرداختند، عمدتاً از دین مسیحیت بودند. دین مسیحیت از نظر اروپایی‌ها، دین یکتاپرستی و برتر دیده می‌شود. از آنجایی که اروپایی‌ها شیفته دین زرتشتی در ایران بودند و نسبت به آن دید مثبت داشتند، نخستین کسانی بودند که سعی کردند این دین را با مفاهیمی که می‌دانستند، مانند یکتاپرستی، برچسب بزنند.
خود زرتشتیان نیز احتمالاً درگیر مطالعات دینی خود بودند؛ زیرا می‌دانیم که بر پایه دانش‌پژوهی مدرن، مطالعات شرق‌شناسی در انزوا و به‌تنهایی ظهور نکرده است. در واقع، این مطالعات حاصل تعامل و تبادل فکری بین علما و افرادی است که آن را مطالعه می‌کنند؛ بنابراین، این احتمال وجود دارد که زرتشتیان نیز ایده‌های مربوط به دین خود را شکل داده باشند. این مطالعات اولیه، دیدگاه‌های ما در مورد آیین زرتشتی در ایران را تعیین کرده است. بحث و مطالعه در مورد منشأ و ماهیت آیین زرتشتی چه در مطالعات غربی و چه در ایران هنوز ادامه دارد.

## دوره هخامنشی

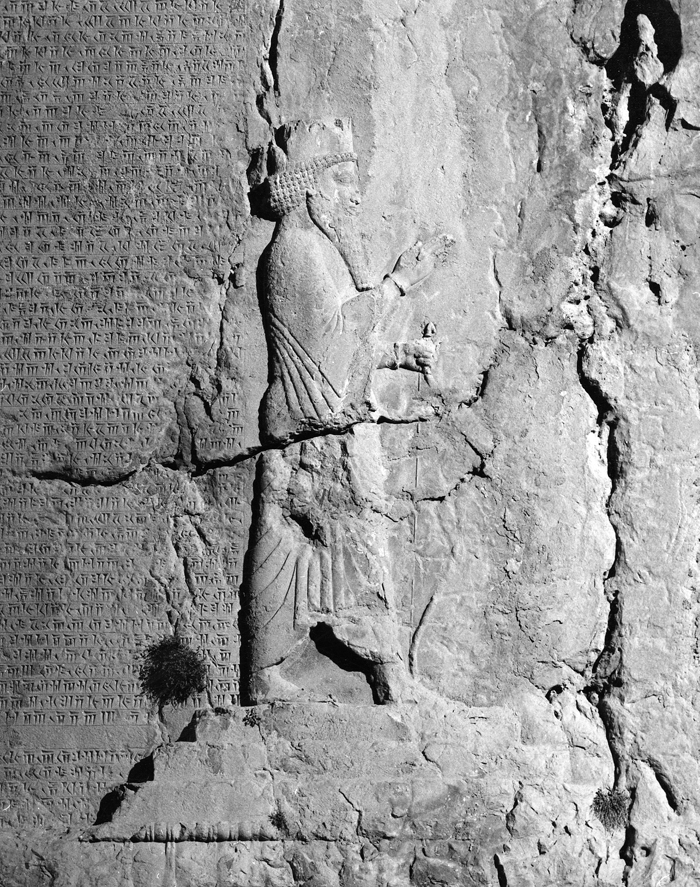
بخشی از سنگ‌نوشته داریوش یکم در نقش رستم

ایرانیان به رهبری کوروش بزرگ با شکست دادن سلسله مادها در سال ۵۴۹ پیش از میلاد، دومین سلسله و دومین شاهنشاهی ایرانی را تأسیس کردند. با گسترش امپراتوری ایرانیان، آیین زرتشتی به مورخان یونانی مانند زانتوس، اودوکسوس کنیدوسی و ارسطو معرفی شد که هر کدام تاریخ متفاوتی از زندگی زرتشت می‌دهند، اما طبیعتاً او را پیامبر ایرانی می‌دانستند و وی را «استاد مغ‌ها» می‌نامیدند.: ۱ 
اگرچه از زمان کوروش بزرگ کتیبه ای در مورد دین او باقی نمانده است، ولی محراب‌های آتش یافت شده در پاسارگاد، و همچنین این واقعیت که او دخترش را به نام ملکه ویشتاسپ (حامی زرتشت)، آتوسا نامید، نشان می‌دهد که او واقعاً یک زرتشتی بوده است.
گفته می‌شود که در زمان داریوش بزرگ (۵۴۹ پیش از میلاد – ۴۸۵/۴۸۶ پیش از میلاد)، دین امپراتوری هخامنشی، زرتشتی بوده است. این ادعا به دلیل یکی از کتیبه‌های داریوش بزرگ (سنگ‌نوشته داریوش یکم در نقش رستم) است که به شرح زیر است:
«خدای بزرگ اهورامزدا است که این زمین را آفرید، این آسمان را آفرید، که انسان را آفرید، که شادی را برای انسان آفرید، که داریوش را پادشاه کرد، یک پادشاه بر بسیاری، یک پروردگار بر بسیاری».
همین امر موجب این باور می‌شود که مزدیسنا قدیمی‌ترین دین ایران است. مهم‌تر از آن، این نکته است که مزدیسنا دین اصیل ایرانی است. با این حال، به‌جز کتیبه بالا، لزوماً هیچ مفهوم یا مدرکی برای این اظهارات وجود ندارد.

### تخت جمشید
تخت جمشید یا پارسه، یکی از چهار پایتخت شاهنشاهی هخامنشی بود که توسط داریوش بزرگ و خشایارشا ساخته شد. تخت جمشید شهر باشکوهی بود که در جهان به عنوان «ثروتمندترین شهر زیر آفتاب» شناخته می‌شد. این شهر همچنین پایتخت تجاری خاور نزدیک بود.
یکی از کاربردهای اصلی تخت جمشید، میزبانی نوروز، جشن باستانی زرتشتیان بود. از این رو هر سال نمایندگانی از هر کشوری که تحت فرمانروایی ایران بود، هدایایی به تخت جمشید می‌آوردند تا وفاداری خود را به شاه و شاهنشاهی هخامنشی نشان دهند.

## دوره ساسانی

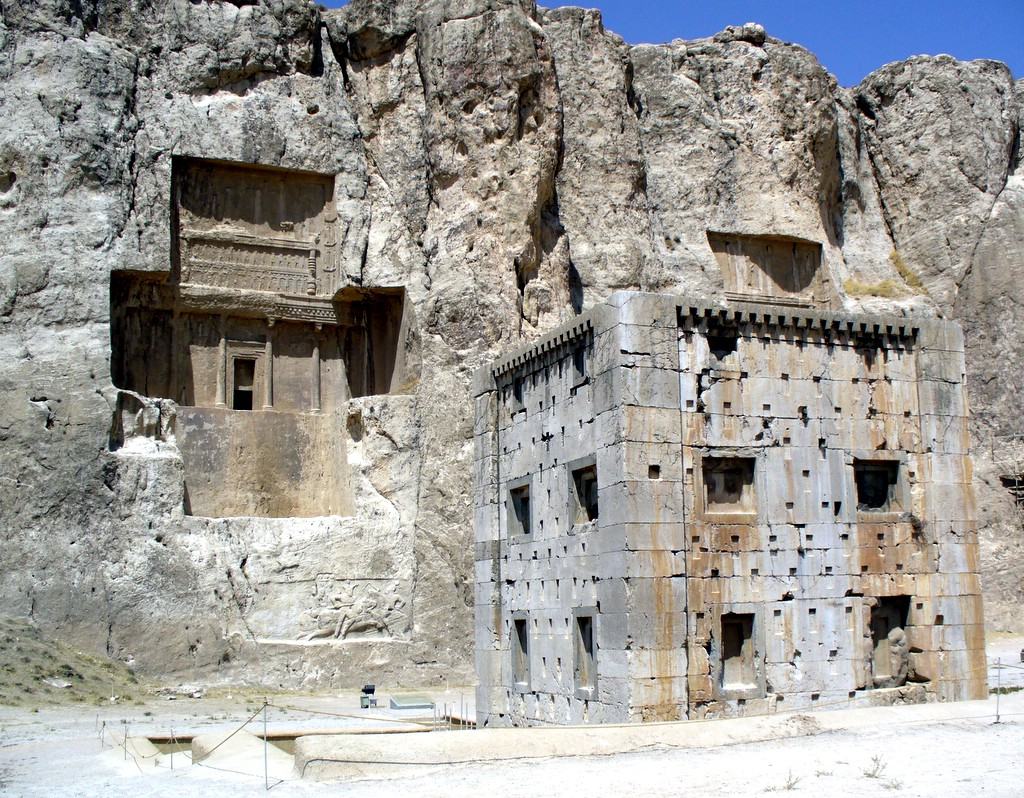
کتیبه شاپور یکم در کعبه زرتشت

شاهنشاهی ساسانی (۶۵۱–۲۲۴ پس از میلاد) مزدیسنا را به عنوان دین رسمی اعلام و احیای دینی مزدیسنا را ترویج کرد. ساسانیان در طول چند سده فرمانروایی بر قفقاز، با تلاش برای ترویج دین زرتشتی، به موفقیت‌های چشمگیری در آن منطقه دست یافتند و مزدیسنا آیین مهم و برجسته‌ای در قفقاز پیش از مسیحیت (به‌ویژه در جمهوری آذربایجان امروزی) بود.
به دلیل پیوندهای مسیحیت با امپراتوری روم که از زمان شاهنشاهی اشکانی رقیب اصلی ایران بود، ساسانیان به مسیحیت رومی بدگمان بودند، و پس از پادشاهی کنستانتین بزرگ، گاهی پیروان آن را مورد آزار و اذیت قرار می‌دادند. دولت ساسانی با رعایای ارمنی در نبرد آوارایر (۴۵۱ پس از میلاد) درگیر شد و آن‌ها را به‌طور رسمی از کلیسای روم جدا کرد. اما ساسانیان مسیحیت کلیسای نسطوری ایران را تحمل می‌کردند یا حتی گاهی از آن حمایت می‌کردند. پذیرش مسیحیت در گرجستان (پادشاهی ایبری) باعث زوال آرام و تدریجی مزدیسنا در آن‌جا شد، اما در اواخر سده پنجم پس از میلاد، هنوز به‌طور گسترده‌ای به عنوان چیزی شبیه به یک دین تثبیت‌شده دوم پرستش می‌شد.

### ظهور مانی
مانی پیامبری ایرانی با ریشه اشکانی اصیل بود که آیین مانوی را پایه‌گذاری کرد که حاوی بسیاری از عناصر زرتشتی و همچنین گنوسیسم بود. با این حال، مانی، تجربه زندگی روی زمین توسط انسان‌ها را با رنج و بدبختی می‌دانست که در تضاد با دیدگاه زرتشتی بود که زندگی را از راه شادی جشن می‌گرفت.
مانی توسطشاپور یکم پادشاه ساسانی با مهربانی مورد استقبال قرار گرفت و سال‌های زیادی را در دربار او گذراند و در تمام دوران سلطنت شاپور در آنجا محافظت شد. اما مانی به زبان سریانی که یک زبانی سامی است می‌نوشت و تمام آثار او باید توسط پیروانش به زبان فارسی میانه ترجمه می‌شد که نام برترین خدای مانی را زروان ترجمه کرده و او را پدر اورمزد (اهورامزدا) خدای خرد، خدای اصلی دین زرتشتی نامیدند.

### آیین زروانی
اگرچه منشأ زرتشتی زروانی نامشخص است، ولی این آیین در دوره ساسانیان بود که مورد استقبال گسترده قرار گرفت و بسیاری از شاهنشاهان ساسانی نیز حداقل تا حدی زروانی بودند. آیین زروانی در دوران ساسانیان از مجوزهای سلطنتی برخوردار بود، اما هیچ اثری از آن پس از سده دهم میلادی باقی نمانده است.
آیین زروانی برخلاف مزدیسنا، اهورامزدا را نه آفریننده ماورایی، بلکه یکی از دو ایزد مساوی اما متضاد و زیر سلطه زروان می‌داند. باور مرکزی آیین زروانی، اهورامزدا (فارسی میانه: اورمزد) و اَنگِرِه‌مَینیو (اهریمن) را برادران دوقلویی ساخت که تا به حال با هم وجود داشته‌اند.
گزارش‌های غیرزرتشتی از باورهای نوعاً زروانی اولین آثار زرتشتی بود که به غرب رسید و محققان اروپایی را گمراه کرد تا به این نتیجه برسند که دین زرتشتی یک ایمان دوگانه‌باور است.
آیین مزدیسنایی زروانی را نباید با استفاده آیین مانوی از نام زروان در متون پارسی میانه برای نشان‌دادن ایزد نور آیین مانوی اشتباه گرفت. خود مانی (احتمالا به دلایل سیاسی) در شاپورگان خود که به حامی خود شاپور دوم تقدیم کرد، این مناسک را معرفی کرده بود. در دوره زمانی باقی‌مانده از پادشاهی ساسانی، مانویان یک اقلیت تحت تعقیب بودند و مانی نیز توسط بهرام اول به اعدام محکوم شد.

## تاریخ مدرن

### دوره صفوی
دودمان شیعه‌مذهب صفوی جامعه زرتشتیان که زمانی جامعه پر جنب و جوش بود را ویران کرد. صفویان طبق سیاست رسمی خود می‌خواستند همه به مذهب شیعه بپیوندند و صدها هزار زرتشتی و سایر اقلیت‌هایی که امتناع کردند را کشتند. در نتیجه، اکثر زرتشتیان راهی هند شدند و فقط حدود ۲۰ درصد جمعیت زرتشتی در ایران باقی مانده بودند که اکثر آن‌ها نیز در اواخر قرن نوزدهم مجبور به مهاجرت شدند زیرا سلسله قاجار محدودیت‌های بیشتری را بر آنها تحمیل کرد.

### دوره قاجار

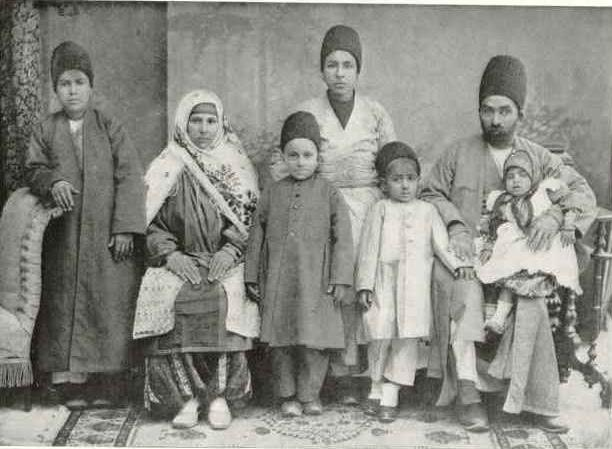
خانواده‌ای زرتشتی در ایران قاجاری، حدود ۱۹۱۰.

در زمان حکومت دودمان قاجار، آزار مذهبی زرتشتیان بیداد می‌کرد. با توجه به افزایش ارتباط با نیکوکاران با نفوذ زرتشتی هند مانند مانکجی لیمجی هاتریا، بسیاری از زرتشتیان ایران را به مقصد هند ترک کردند و در آنجا دومین جامعه بزرگ زرتشتیان هند را به نام ایرانی‌ها تشکیل دادند.

### جمهوری اسلامی

#### زرتشتیان برجسته ایرانی در سده بیستم
- رستم گیو[۱۶]
- جمشید جمشیدیان، همچنین معروف به ارباب جمشید[۱۷]
- فرهنگ مهر[۱۸]
- کیخسرو شاهرخ، همچنین معروف به ارباب کیخسرو[۱۹]